# Hiiumaa
Hiiumaa es la segunda mayor isla (989 km²) de Estonia. Con 10 623 habitantes es una de los condados más pequeños de Estonia. Se localiza en el mar Báltico, al norte de la isla de Saaremaa, y pertenece al archipiélago estonio occidental (archipiélago Moonsund). Su mayor ciudad es Kärdla.
Hiiumaa es la isla principal de condado de Hiiu, llamado Hiiu maakond o Hiiumaa en estonio. El nombre sueco y alemán de la isla es Dagö (isla del día), y en danés es Dagø. En finés se la llama Hiidenmaa; tanto el nombre finés y estonio significan "tierra de los hiisis" (espíritus o trasgos de los bosques).

## Geografía
Véase también, Anexo:Localidades de la isla de Hiiumaa.
El 60 % del territorio de la isla está cubierto por bosques; de hecho, la isla es el área más boscosa del país. Se encuentran pinos, abetos y enebros, y en el interior de la isla hay pantanos.
La isla es llana, la altitud máxima es de 68 m. En la parte occidental hay algunos lagos, siendo el mayor de ellos el Tihu Suurjärv con una superficie de unas 85 hectáreas.

### Clima
| Parámetros climáticos promedio de Ristna, Hiiumaa (1991-2020) | Parámetros climáticos promedio de Ristna, Hiiumaa (1991-2020) | Parámetros climáticos promedio de Ristna, Hiiumaa (1991-2020) | Parámetros climáticos promedio de Ristna, Hiiumaa (1991-2020) | Parámetros climáticos promedio de Ristna, Hiiumaa (1991-2020) | Parámetros climáticos promedio de Ristna, Hiiumaa (1991-2020) | Parámetros climáticos promedio de Ristna, Hiiumaa (1991-2020) | Parámetros climáticos promedio de Ristna, Hiiumaa (1991-2020) | Parámetros climáticos promedio de Ristna, Hiiumaa (1991-2020) | Parámetros climáticos promedio de Ristna, Hiiumaa (1991-2020) | Parámetros climáticos promedio de Ristna, Hiiumaa (1991-2020) | Parámetros climáticos promedio de Ristna, Hiiumaa (1991-2020) | Parámetros climáticos promedio de Ristna, Hiiumaa (1991-2020) | Parámetros climáticos promedio de Ristna, Hiiumaa (1991-2020) |
| Mes                                                           | Ene.                                                          | Feb.                                                          | Mar.                                                          | Abr.                                                          | May.                                                          | Jun.                                                          | Jul.                                                          | Ago.                                                          | Sep.                                                          | Oct.                                                          | Nov.                                                          | Dic.                                                          | Anual                                                         |
| ------------------------------------------------------------- | ------------------------------------------------------------- | ------------------------------------------------------------- | ------------------------------------------------------------- | ------------------------------------------------------------- | ------------------------------------------------------------- | ------------------------------------------------------------- | ------------------------------------------------------------- | ------------------------------------------------------------- | ------------------------------------------------------------- | ------------------------------------------------------------- | ------------------------------------------------------------- | ------------------------------------------------------------- | ------------------------------------------------------------- |
| Temp. máx. abs. (°C)                                          | 8.4                                                           | 7.1                                                           | 13.5                                                          | 21.5                                                          | 27.8                                                          | 29.4                                                          | 31.5                                                          | 31.5                                                          | 27.0                                                          | 18.7                                                          | 13.0                                                          | 9.6                                                           | 31.5                                                          |
| Temp. máx. media (°C)                                         | 1.2                                                           | 0.3                                                           | 2.5                                                           | 7.3                                                           | 12.6                                                          | 16.9                                                          | 20.8                                                          | 20.3                                                          | 15.9                                                          | 10.3                                                          | 5.8                                                           | 3.2                                                           | 9.8                                                           |
| Temp. media (°C)                                              | −0.5                                                          | −1.6                                                          | 0.3                                                           | 4.1                                                           | 9.0                                                           | 13.5                                                          | 17.5                                                          | 17.3                                                          | 13.3                                                          | 8.3                                                           | 4.2                                                           | 1.6                                                           | 7.3                                                           |
| Temp. mín. media (°C)                                         | −2.7                                                          | −3.7                                                          | −2.0                                                          | 1.1                                                           | 5.6                                                           | 10.4                                                          | 14.4                                                          | 14.2                                                          | 10.5                                                          | 5.9                                                           | 2.3                                                           | −0.3                                                          | 4.6                                                           |
| Temp. mín. abs. (°C)                                          | −28.4                                                         | −26.9                                                         | −20.0                                                         | −11.9                                                         | −3.8                                                          | −0.6                                                          | 4.6                                                           | 1.5                                                           | −2.3                                                          | −6.9                                                          | −15.1                                                         | −26.2                                                         | −28.4                                                         |
| Precipitación total (mm)                                      | 52                                                            | 42                                                            | 35                                                            | 31                                                            | 32                                                            | 50                                                            | 53                                                            | 72                                                            | 60                                                            | 72                                                            | 72                                                            | 58                                                            | 629                                                           |
| Días de precipitaciones (≥ 1 mm)                              | 12                                                            | 8                                                             | 8                                                             | 7                                                             | 6                                                             | 7                                                             | 7                                                             | 9                                                             | 11                                                            | 12                                                            | 14                                                            | 14                                                            | 115                                                           |
| Horas de sol                                                  | 28.2                                                          | 59.3                                                          | 119.4                                                         | 190.9                                                         | 293.1                                                         | 297.6                                                         | 303.2                                                         | 251.0                                                         | 166.2                                                         | 96.1                                                          | 36.3                                                          | 19.0                                                          | 1860.3                                                        |
| Humedad relativa (%)                                          | 86                                                            | 86                                                            | 83                                                            | 81                                                            | 79                                                            | 81                                                            | 80                                                            | 80                                                            | 81                                                            | 83                                                            | 86                                                            | 85                                                            | 82.6                                                          |
| Fuente: Servicio de meteorología e hidrografía de Estonia     |                                                               |                                                               |                                                               |                                                               |                                                               |                                                               |                                                               |                                                               |                                                               |                                                               |                                                               |                                                               |                                                               |

## Historia

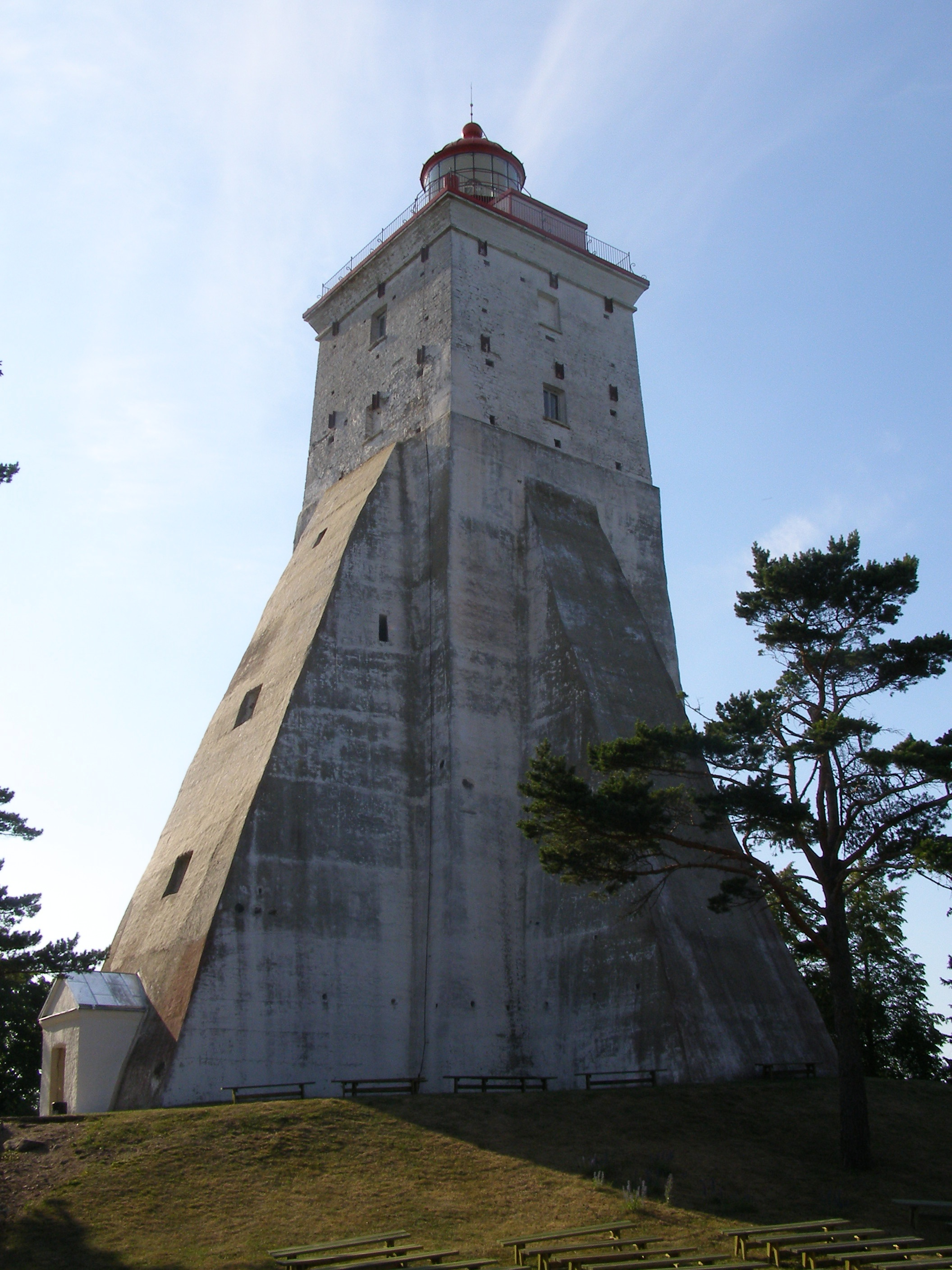
El Faro de Kõpu es uno de los puntos de referencia más conocidos.

Las pruebas arqueológicas sobre los primeros asentamientos humanos en Hiiumaa se remontan al siglo IV a. C. El primer documento en el que se habla de la isla de Dageida fue realizado por cronistas contemporáneos en 1228, en la época en que Hiiumaa, al igual que el resto de Estonia, había sido conquistada por cruzados germánicos. En 1254, Hiiumaa se dividió entre el Obispado de Ösel-Wiek y la rama livoniana de la Orden Teutónica (que, en parte, estaba actuando también en nombre de la Liga Hanseática). La isla fue tomada por Suecia entre 1563 y 1710. Gran parte de los hablantes de sueco de la isla emigraron o fueron "estonianizados" durante el dominio de la Rusia Imperial, que se extendió de 1710 hasta la I Guerra Mundial, cuando fuerzas alemanas ocuparon la isla.
Después de la guerra, pasó a ser parte de la Estonia independiente. La anexionaron los soviéticos en 1940, los alemanes en 1941 y de nuevo los soviéticos en 1944, pasando a ser entonces parte de la Unión Soviética hasta su desmoronamiento en 1991. Desde entonces, la isla ha formado parte de la Estonia independiente.
El faro de Kõpu es el faro más antiguo del mar Báltico y de los países bálticos y se dice que es el segundo o el tercero más antiguo del mundo que sigue funcionando.

### Primera Guerra Mundial
La isla fue ocupada en la I Guerra Mundial por el ejército Alemán. Después se volvió parte de Estonia.

### Segunda Guerra Mundial
Fue anexada a la Unión Soviética en 1940, por el partido Nazi en 1941 y nuevamente por los beneficios en 1944. Después fue parte de la República Socialista Soviética de Estonia, hasta que la unión soviética colapsó en 1991. Durante esta época fue declarada como una zona restringida, cerrada a extranjeros y a una mayoría de los ciudadanos estonios.
Desde 1991 forma parte de la Estonia independiente.
Algunas actividades marítimas ocurren cerca de sus aguas. El Gnevny de la Unión Soviética fue hundido el 23 de junio en 1941, después que este tocó una mina marina alemana. Dos torpederos alemanes, “el 543” y “el 5106” fueron destruidos por minas soviéticas el 27 de junio de 1941.
En el norte de la isla, el 1 de julio en 1941, el submarino soviético M-81 fue destruido por una mina alemana, al igual el 25 de junio fue destruido otro submarino soviético por las mismas causas, el T-208 y el 7 de julio el T-201 Zarjad fue hundido por los alemanes por igual. El SC-307 fue un submarino soviético que disparó un torpedo y hundió el U-144, un submarino alemán, el 10 de agosto de 1941.

## Transporte
Para llegar a la isla se necesita tomar un ferry que toma 90 minutos en llegar, con una distancia de 28 km. Este ferry cruza de Rohuküla a Hertermaq. Hay diez ferries que parten al día. En los fines de semana de verano, conseguir un espacio de coche en el ferry por lo general requiere reserva previa. Hay alrededor de 2 autobuses programados por día entre Tallin (la capital de Estonia) y Kärdla.
En invierno, la isla puede estar al alcance por medio de un camino de hielo de 26.5 km, el más largo de Europa, la cual atraviesa en el mar Báltico.
Hiiumaa dispone del Aeropuerto de Kärdla, con vuelos regulares a Tallin. El alquiler de bicicletas también está disponible en Kärdla y hay una buena ruta de bicicleta construida desde Kärdla hacia Kõrgessaare.

## Galería

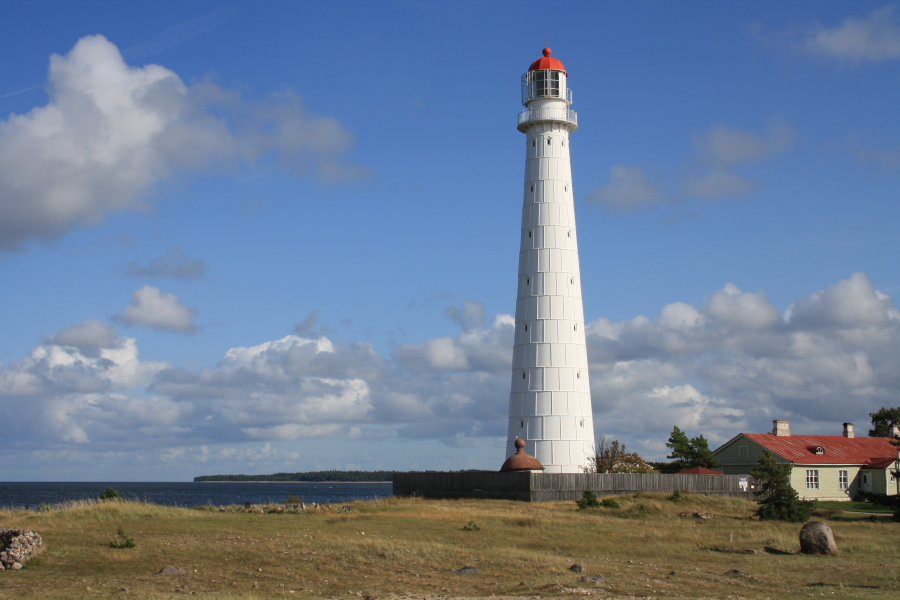
Faro de Tahkuna
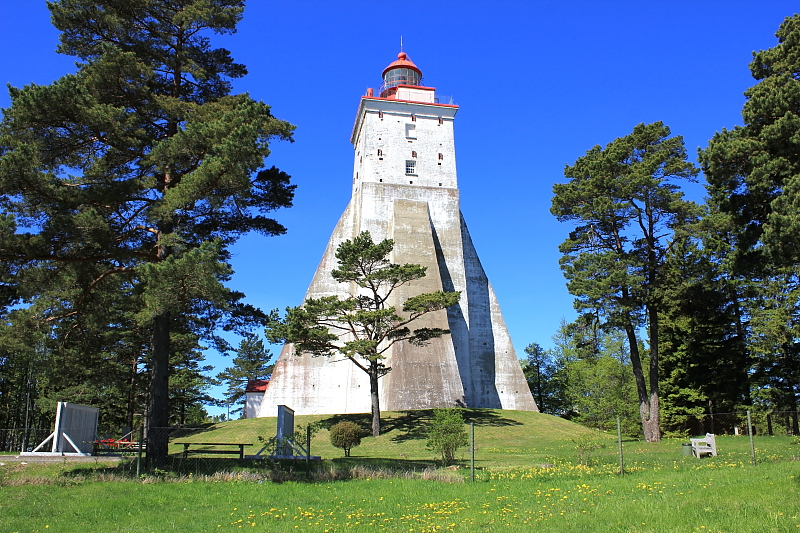
Faro de Kõpu
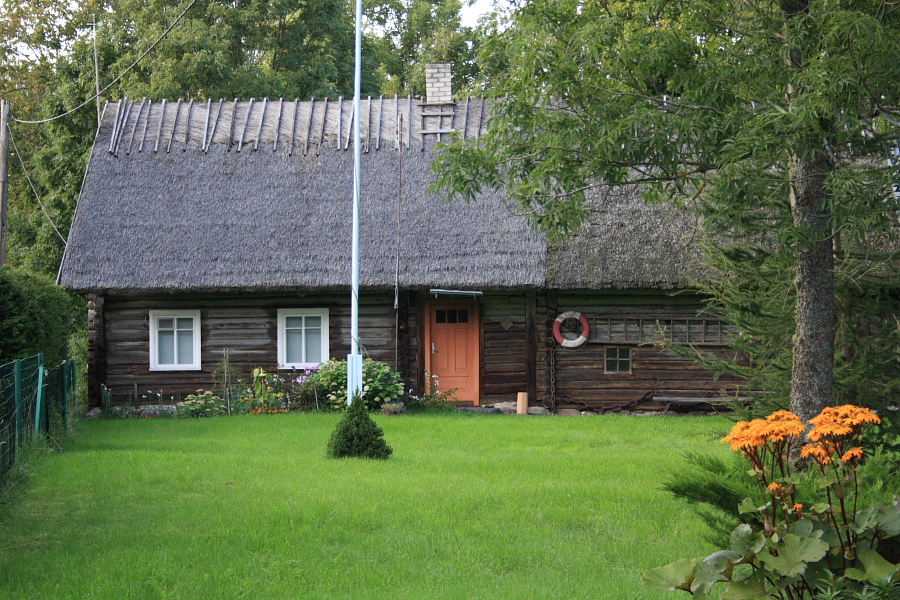
Granja
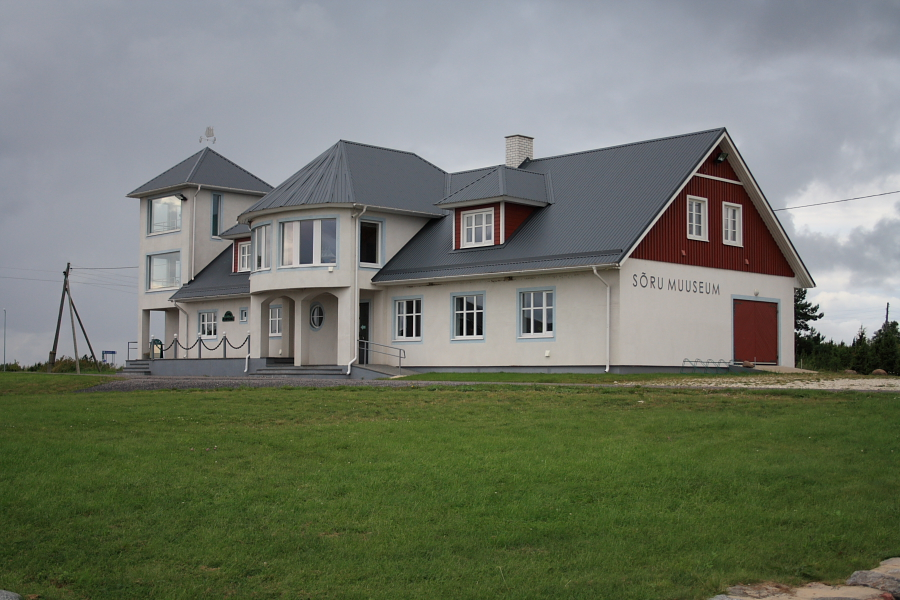
Museo